# Volkswagen Polo VI
La Volkswagen Polo VI est une citadine 5 places du constructeur automobile allemand Volkswagen produite à partir de 2017. Elle succède à la Polo V.

## Présentation
La sixième génération de Volkswagen Polo est présentée le 16 juin 2017. Conçue par le designer allemand Klaus Bischoff[pas clair], elle est dessinée par Marco Pavone dans le centre de design de Volkswagen.

### Phase 2

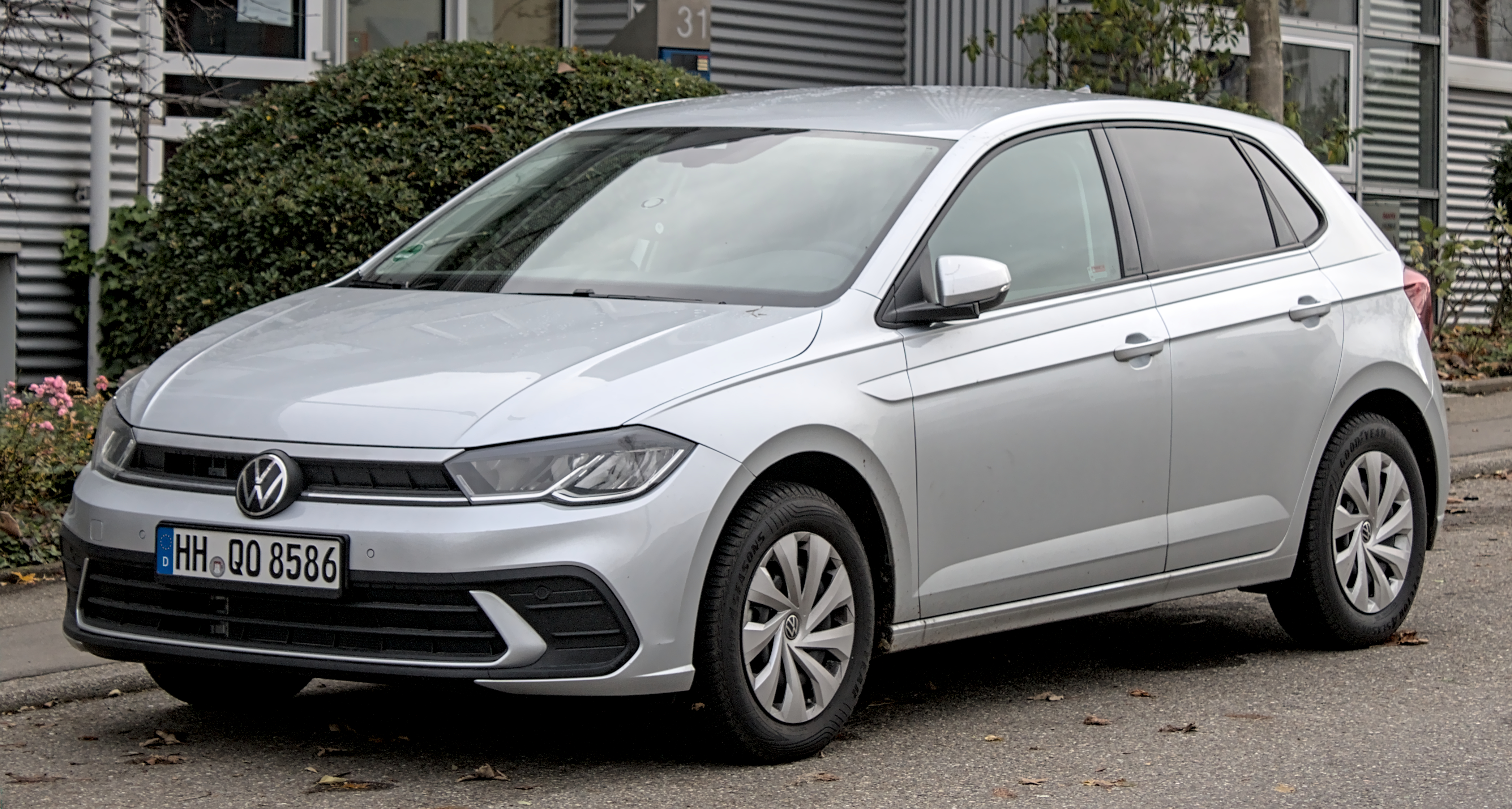
Volkswagen Polo VI phase 2 (2021 - ...)

En avril 2021, la Polo reçoit un restylage bien visible.
En plus de proposer de nouveaux phares, une calandre légèrement retouchée et des boucliers redessinés, les versions restylées de la Polo intègrent de nouvelles fonctions d'assistance à la conduite: 
De série, la Polo est équipée du Travel Assist — similaire à celle de la Passat — qui contient à la fois une fonction Adaptive Cruise Control et une fonction de maintien dans la voie. La présence de ces deux fonctions d'aide longitudinale et transversale classe la suite au niveau 2 sous la responsabilité du conducteur.
La fonction Adaptive Cruise Control du Travel Assist prend en compte certaines conditions de circulation comme les limitations de vitesse, les virages, les agglomérations et les croisements à la manière d'une adaptation intelligente de la vitesse.
Le système IQ.Drive est optionnel.
Ces nouvelles fonctions d'assistance à la conduite sont disponibles sur la Polo à partir de mai 2021 en prévente mais seulement disponibles en concession en septembre 2021.
En juin 2021, Volkswagen présente la version restylée de la Polo GTi, qui avait disparu du catalogue en mars 2020, équipée du quatre cylindres 2.0 litres Turbo développant 207 ch.
La version brésilienne est restylée en septembre 2022. Son style reste plus proche de celui de la phase 1, dont la forme carrée des feux arrière est conservée.

## Caractéristiques techniques
Cette 6e génération repose sur la plateforme MQB A0 qu'elle partage avec la Seat Ibiza V et la seconde génération de l'Audi A1 prévue pour 2018. La future et quatrième génération de Skoda Fabia reposera également sur cette plateforme.

### Motorisations
|                              | 1.0 MPI 80            | 1.0 TSI 95            | 1.0 TSI 95                            | 1.0 TSI 115                           | 1.5 TSI 150                           | GTI                                                                                  | 1.6 TDI 80            | 1.6 TDI 95            | 1.6 TDI 95            | 1.6 TDI 95                            |
| ---------------------------- | --------------------- | --------------------- | ------------------------------------- | ------------------------------------- | ------------------------------------- | ------------------------------------------------------------------------------------ | --------------------- | --------------------- | --------------------- | ------------------------------------- |
| Architecture                 | 3-cylindres en ligne  | 3-cylindres en ligne  | 3-cylindres en ligne                  | 3-cylindres en ligne                  | 4-cylindres en ligne                  | 4-cylindres en ligne                                                                 | 4-cylindres en ligne  | 4-cylindres en ligne  | 4-cylindres en ligne  | 4-cylindres en ligne                  |
| Alimentation                 | Atmosphérique         | Turbocompressé        | Turbocompressé                        | Turbocompressé                        | Turbocompressé                        | Turbocompressé                                                                       | Turbocompressé        | Turbocompressé        | Turbocompressé        | Turbocompressé                        |
| Cylindrée (cm³)              | 999                   | 999                   | 999                                   | 999                                   | 1 498                                 | 1 984                                                                                | 1 598                 | 1 598                 | 1 598                 | 1 598                                 |
| Puissance maximale ch (kW)   | 80 (59)               | 95 (70)               | 95 (70)                               | 115 (86)                              | 150 (112)                             | (phase 1) 200 (149) (phase 2) 207 (152)                                              | 80 (59)               | 95 (70)               | 95 (70)               | 95 (70)                               |
| au régime de (tr/min)        | 5500                  | 5500                  | 5500                                  | 5500                                  | 6000                                  | 6000                                                                                 | 4750                  | 4500                  | 4500                  | 4500                                  |
| Couple maximal (Nm)          | 95                    | 175                   | 175                                   | 200                                   | 250                                   | 320                                                                                  | 230                   | 250                   | 250                   | 250                                   |
| au régime de (tr/min)        | 3000                  | 3000                  | 3000                                  | 2000                                  | 1500                                  | 1500                                                                                 | 1500                  | 1500                  | 1500                  | 1500                                  |
| Transmission                 | Traction              | Traction              | Traction                              | Traction                              | Traction                              | Traction                                                                             | Traction              | Traction              | Traction              | Traction                              |
| Boîte de vitesses            | Manuelle à 5 rapports | Manuelle à 5 rapports | Automatique à 7 rapports DSG7 - DQ200 | Automatique à 7 rapports DSG7 - DQ200 | Automatique à 7 rapports DSG7 - DQ200 | Automatique à 6 rapports DSG 6 - DQ250 (phase 1) à 7 rapports DSG7 - DQ381 (phase 2) | Manuelle à 5 rapports | Manuelle à 5 rapports | Manuelle à 5 rapports | Automatique à 7 rapports DSG7 - DQ200 |
| 0-100 km/h (en s)            | 15,4                  | 10,8                  | 10,8                                  | 9,5                                   | 8,2                                   | (phase 1) 6,7 (phase 2) 6,5                                                          | 12,9                  | 11,2                  | 11,2                  |                                       |
| Vitesse maximale (km/h)      | 171                   | 187                   | 187                                   | 200                                   | 216                                   | (phase 1) 238 (phase 2) 240                                                          | 175                   | 185                   | 185                   | 185                                   |
| Consommation (en ℓ/100 km)   | 4,7                   | 4,6                   | 4,7                                   | 4,9                                   | 5,1                                   | 6,1                                                                                  | 3,7                   | 3,8                   | 3,8                   | 4,0                                   |
| Capacité du réservoir (en ℓ) | 40                    | 40                    | 40                                    | 40                                    | 40                                    | 40                                                                                   | 40                    | 40                    | 40                    | 40                                    |
| Émissions de CO2 (en g/km)   | 104                   | 104                   | 103                                   | 104                                   | 111                                   | 131                                                                                  | 97                    | 97                    | 99                    | 105                                   |
| Norme environnementale       | Euro 6D               | Euro 6D               | Euro 6D                               | Euro 6D                               | Euro 6D                               | Euro 6D                                                                              | Euro 6D               | Euro 6D               | Euro 6D               | Euro 6D                               |

### Finitions
- Phase 1 (2017-2021) :
  - Trendline
  - Confortline
  - Active
  - R-Line
  - Carat
  - Carat Exclusive
  - GTI (jusqu'en 2020)
  - Trendline Business
  - Conforline Business

- Phase 2 (depuis 2021) :

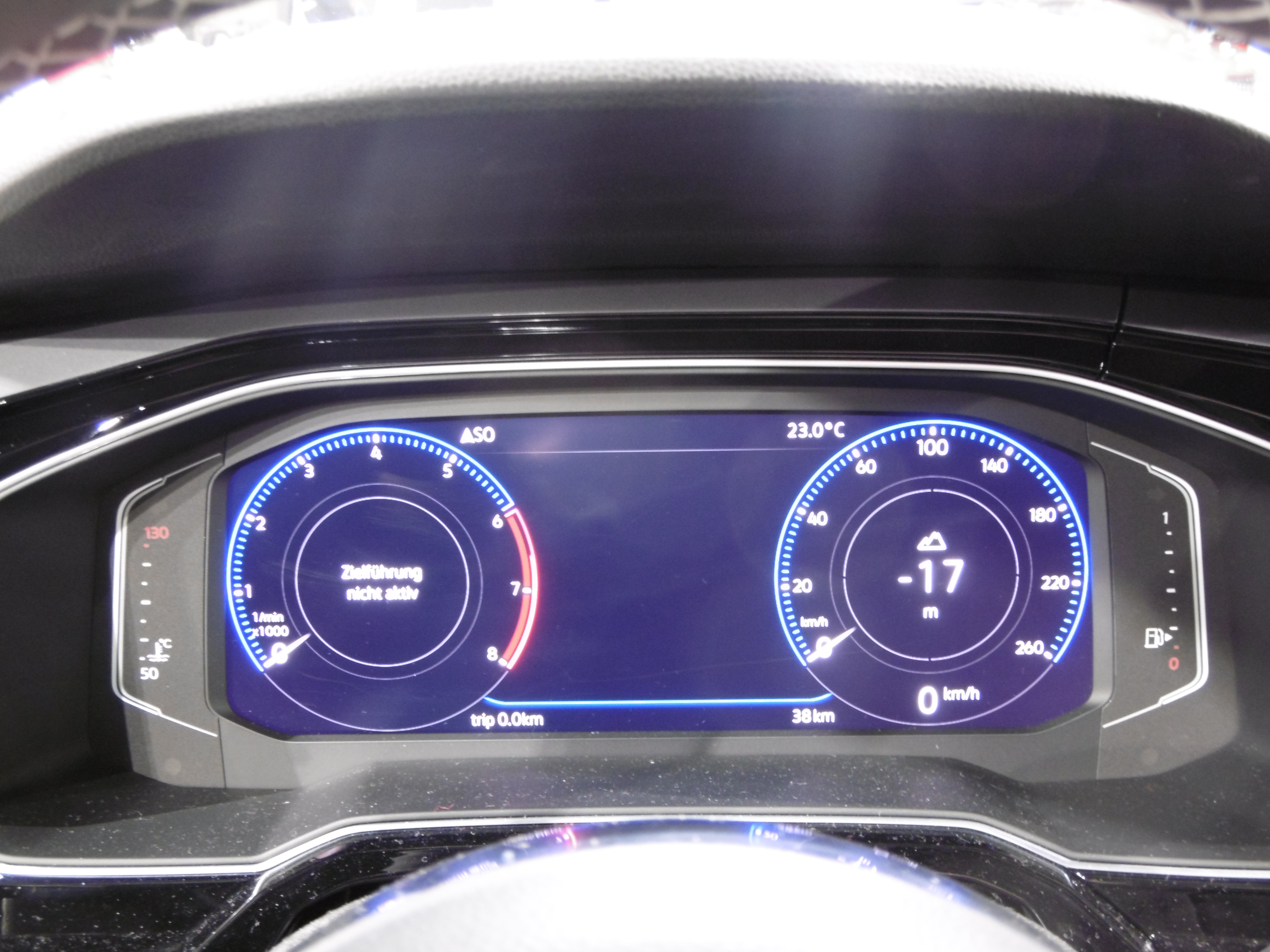
Active info display

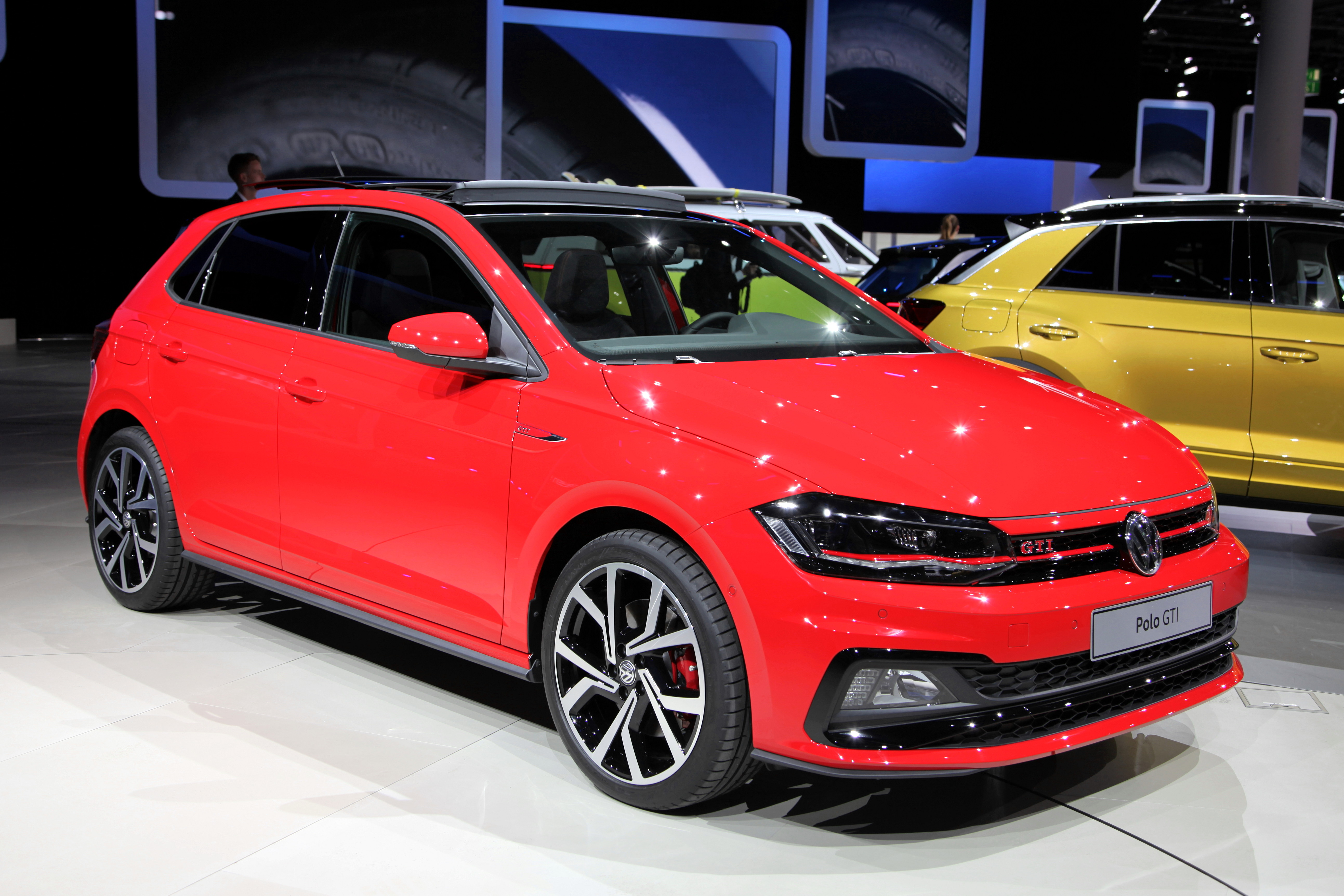
Polo GTi

  - Polo : climatisation manuelle, instrumentation numérique 8 pouces, projecteurs à LED, lève-vitres avant et arrière électriques, aide au maintien dans la voie...
  - Life : Polo + banquette fractionnable 1/3 - 2/3, plancher de coffre réglable, jantes alliage, rétroviseurs extérieurs rabattables électriquement, écran tactile 8 pouces...
  - Style : Life + projecteurs Matrix LED, conduite semi-autonome de niveau 2, climatisation automatique, sièges chauffants, reconnaissance des panneaux de signalisation...
  - R-Line : Style + jantes alliage 17 pouces, pédalier en acier inoxydable, sellerie, bas de caisse et seuils de porte spécifiques R-Line...
  - GTI : R-Line + bas de caisse, calandre, pare-chocs, sellerie, seuils de porte,... spécifiques GTI, châssis sport, Digital Cockpit Pro (instrumentation entièrement numérique haute résolution couleur 10,25 pouces)...

#### Séries spéciales
- First Edition
- Connect
  - Basée sur la finition Confortline.
- Copper Line
  - Basée sur la finition Carat. Caméra de recul, vitres arrière surteintées, sellerie en tissu "Sport", jantes alliage 16 pouces Las minas.
- IQ Drive[15]
  - Basée sur la finition Confortline, jantes alliage Dublin, coques de rétroviseurs noires, sellerie en tissu "Cushion". Elle rajoute différentes aides à la conduite : le détecteur d'angles morts "Side Assist", le système de parking semi-automatique "Park Assist" et le régulateur de vitesse adaptatif ACC.
- R-Line Exclusive[16]
- United

#### Tableau de gamme et malus écologique
|                     | Life     | Life Business (clientèle professionnelle) | Style    | R-Line   | GTi      |
| ------------------- | -------- | ----------------------------------------- | -------- | -------- | -------- |
| 1.0 TGI 90 ch BVM6* | -        | 25 350 €                                  | -        | -        | -        |
| 1.0 TSi 95 ch BVM5  | 21 185 € | 22 615 €                                  | 23 155 € | 24 045 € | -        |
| 1.0 TSi 95 ch DSG7  | 22 740 € | 24 170 €                                  | 24 710 € | 25 600 € | -        |
| 1.0 TSi 110 ch DSG7 | 23 535 € | 24 965 €                                  | 25 505 € | 26 395 € | -        |
| 2.0 TSi 207 ch      | -        | -                                         | -        | -        | 31 205 € |

(*) Cette motorisation n'est pas soumise au malus écologique.
|                     | Émissions de CO2 | Montant du malus écologique |
| ------------------- | ---------------- | --------------------------- |
| 1.0 TSi 95 ch BVM5  | 118 à 139 g/km   | 0 à 280 €                   |
| 1.0 TSi 95 ch DSG7  | 125 à 147 g/km   | 0 à 740 €                   |
| 1.0 TSi 110 ch DSG7 | 125 à 148 g/km   | 0 à 818 €                   |
| 2.0 TSi 207 ch      | 154 à 173 g/km   | 1 386 à 4 818 €             |

## Production et ventes

### En France
La Volkswagen Polo VI est produite dans deux usines différentes :
- Pampelune (Espagne)
- Uitenhage (Afrique du Sud) avec exclusivité des versions à conduite à droite et des Polo GTI[20]

En juillet 2024, l'usine Volkswagen de Pampelune met un terme à la fabrication de la Polo (qu'elle assemblait depuis 40 ans), et c'est l'usine d'Uitenhage en Afrique du Sud qui alimente l'ensemble du marché européen.
Le graphique ci-dessous représente le nombre de Polo VI immatriculées en tant que voitures particulières en France durant toutes les années de sa carrière.
À noter qu'en 2017, les exemplaires de Polo VI ont commencé à être produits en cours d'année. Les chiffres des années 2020 et 2021 sont à interpréter différemment à cause de la pandémie de Covid-19 qui a engendré d'importants problèmes économiques (fermetures d'usines, confinements, pénurie de semi-conducteurs,...).
Le graphique qui aurait dû être présenté ici ne peut pas être affiché car il utilise l'ancienne extension Graph, désactivée pour des questions de sécurité. Des indications pour créer un nouveau graphique avec la nouvelle extension Chart sont disponibles ici.

Les données des tableaux suivants sont issus des dossiers de presse mensuels réalisés par le CCFA. Elles concernent le nombre de voitures immatriculées en France en tant que voitures particulières.
| Année | Nombre de véhicules immatriculés | Évolution par rapport à l'année précédente | Position dans le classement des véhicules les plus immatriculés |
| ----- | -------------------------------- | ------------------------------------------ | --------------------------------------------------------------- |
| 2017  | 4 974                            | -                                          | 100e/100                                                        |
| 2018  | 36 952                           | + 643 %                                    | 13e/100                                                         |
| 2019  | 38 941                           | + 5 %                                      | 15e/100                                                         |
| 2020  | 21 493                           | - 45 %                                     | 17e/100                                                         |
| 2021  | 23 882                           | + 11 %                                     | 15e/100                                                         |

| Année | Part de marché en France |
| ----- | ------------------------ |
| 2017  | 0,2 %                    |
| 2018  | 1,7 %                    |
| 2019  | 1,8 %                    |
| 2020  | 1,3 %                    |
| 2021  | 1,4 %                    |

### Dans le monde
A partir de 2024, la Polo VI phase 1 a commencé à etre produite en chine en collaboration avec la société chinoise FAW, la ou sont fabriquées aussi les Bora, jetta, t roc et autres tharu XR, la polo chinoise est dotée d'une motorisation 1.5 mpi, dérivée du 1.5 tsi dans sa déclinaison atmosphérique développant 110ch, associée à une boite automatique tiptronic de 6 rapports, ce véhicule est déstiné au marché local mais également asiatique, russe, l'europe de l'est et les pays du maghreb.

## Volkswagen Virtus
La Virtus est une déclinaison 4 portes de la Polo vendue en Amérique du Sud.